# 捷克交通
捷克交通是指捷克共和國的交通概況。
捷克鐵路全長9,435km，其中9,341km是標準軌距，其中電氣化路線長2,946km。國營鐵路公司捷克鐵路是捷克最大的鐵路公司。首都布拉格擁有地鐵。捷克國內公路總長度達55,653km。1980年代之後，汽車開始在捷克普及。捷克國內有兩種高速公路，分別是dálnice（motorways）和ychlostní silnice（expressways）。捷克是一個內陸國，國內沒有海港，水運為內河水運。2006年時，捷克有121個機場。